# Automeris balachowskyi
Espèce
Automeris balachowskyi est une espèce de papillon de la famille des Saturniidae.
Ce papillon commémore l'entomologiste Alfred Serge Balachowsky (1901-1983).[réf. nécessaire]

## Philatélie
Ce papillon figure sur une émission philatélique du Territoire français des Afars et des Issas de 1976 (valeur faciale : 100 f).[réf. nécessaire]